# Індустріальний інститут ДонНТУ
Індустріальний інститут Донецького національного технічного університету (ІІ ДонНТУ) — з 1966 по 2019 рр. — відокремлений структурний підрозділ ДВНЗ «Донецький національний технічний університет».

## Історія
Історію Індустріального інституту Донецького національного технічного університету можна розділити на кілька етапів:
- 1959–1961 — Навчально-консультативний пункт Дніпропетровського гірничого інституту
- 1961–1966 — Загально-технічний факультет Дніпропетровського гірничого інституту
- 1966–1966 — Красноармійська філія Дніпропетровського гірничого інституту
- 1966–2005 — Красноармійська філія Донецького політехнічного інституту
- з 2005–2017 — Красноармійський індустріальний інститут ДонНТУ
- з 2017 — Індустріальний інститут ДонНТУ

### Навчально-консультативний пункт Дніпропетровського гірничого інституту
У 1959 році з метою створення навчально-консультативного пункту (НКП) трест «Красноармійськшахтобуд» передав на баланс Дніпропетровського гірничого інституту (нині — Національний гірничий університет) велику двоповерхову будівлю на центральній площі міста (нині центральний корпус КІІ ДонНТУ). Будівля зайняла земельну ділянку в 0,65 га і мала загальну площу в 3875 м², у тому числі навчальну 2200 м². НКП отримав також приміщення, де було організовано гуртожиток для викладачів із м. Дніпропетровська (нині — Дніпра), які перебували у відрядженні у м. Красноармійську (нині — Покровську) для проведення занять і сесій.
Студенти денного відділення ДГІ за спеціальностями «гірничі інженери-електрики» та «розробники корисних копалин підземним способом» повинні були перші три курси працювати на шахтах Красноармійського промислового району та Західного Донбасу (Павлоград). У НКП заняття для них планувалося проводити за вечірньою формою навчання і основними формами навчання для НКП м. Красноармійська передбачалися вечірня і заочна. Восени 1959 року був оголошений перший набір студентів. Серед 52 перших студентів вечірнього відділення 27 навчалися за спеціальністю «Гірнича електромеханіка» і 25 за спеціальністю «Розробка корисних копалин».
Багато приладів та обладнання були привезені із м. Дніпра, також суттєвий внесок до формування матеріальної бази НКП зробили трести «Красноармійськшахтобуд» та «Красноармійськвугілля».

### Загально-технічний факультет Дніпропетровського гірничого інституту
У 1961 році Красноармійський НКП отримав офіційний статус загально-технічного факультету (ЗТФ) ДГУ й отримав свій штат. Штатні викладачі були прикріплені до кафедр базового інституту відповідного профілю, їх запрошували на засідання базових кафедр, вони отримували відповідну методичну допомогу в створенні лабораторної бази.
У 1963 році число студентів на ЗТФ вже перевищило 1000 чоловік, а штат викладачів — 30. Керувати таким колективом із м. Дніпра ставало вже складніше, тож у зв'язку з цим, наприкінці 1963 року керівництво ДГУ отримало дозвіл Мінвузу на створення у Покровську загально-технічному факультеті двох кафедр: кафедри загально-інженерних дисциплін (ЗІД) та кафедри загальнонаукових дисциплін (ЗНД).

### Красноармійська філія Дніпропетровського гірничого інституту
Відповідно до наказу міністра вищої й середньої освіти УРСР Ю. Дадєнкова за № 322 від 26 травня 1966 року загально-технічний факультет був реорганізований у Красноармійську філію ДГІ у складі двох факультетів: вечірнього і загально-технічного.

### Красноармійська філія Донецького політехнічного інституту
23 червня 1966 року міністр Ю. Дадєнков видає наказ за № 391, в якому зазначається: «Передати з 10 липня 1966 року Красноармійську філію Дніпропетровського гірничого інституту до підпорядкування Донецькому політехнічному інституту».
На початку 70-х років XX ст. Красноармійська філія була досить потужною відокремленою структурою Донецького політехнічного інституту. У 1971 році чисельність студентів досягла 1165. Підготовка фахівців велася на двох факультетах: вечірньому та загально-технічному, щорічний прийом на які в 1970 році, досяг 320 чоловік. Вечірній факультет (декан А. Г. Дейнека) готував фахівців за трьома спеціальностями: «Технологія і комплексна механізація підземної розробки корисних копалин», «Гірнича електромеханіка та маркшейдерська справа». Кожен рік вечірній факультет випускав понад 100 гірничих інженерів.
Так, у 1970 році випуск склав 120 осіб, всього ж на початок 70-х років вечірній факультет випускав 470 фахівців. На загальнотехнічному факультеті (декан доцент В. І. Безкровний) студенти навчалися за спеціальностями: «Розробка родовищ корисних копалин», «Енергетика машинобудування і приладобудування», «Електронна техніка», «Електроприладобудування і автоматика», «Технологія продовольчих продуктів», «Будівництво», «Транспорт», «Економіка». Загальнотехнічний факультет здійснював підготовку студентів лише на першому етапі (1 — 3 курси), після чого вони продовжували навчання в інших вузах у відповідності з профілем обраної спеціальності.
На початок 70-х років загальнотехнічний факультет закінчили 1447 студентів. Майбутнім спеціалістам передавали свої знання 44 викладачі, в тому числі 12 доцентів і кандидатів наук. Багато випускників, що одержали дипломи інженерів, продовжували успішно працювати на підприємствах регіону, наприклад, колишній студент філії Є. Лабзін очолив перше управління тресту «Красноармійськшахтобуд», а П. Педик став головним інженером шостого будівельного управління цього ж тресту; саме в цей час закінчив вечірній факультет В. Юрков, бригадир комплексної бригади шахти № 1 «Родинська», Герой соціалістичної праці.
Особливість філії полягала в тому, що в ній була відсутня стаціонарна форма навчання, оскільки заняття на обох факультетах велися за вечірньою формою, це давало змогу студентам продовжувати виробничу діяльність. Натомість держава всіляко стимулювала абітурієнтів, що вступали на спеціальності, що відповідали характеру їхньої роботи в народному господарстві, або мали направлення від підприємств.
У 1970 році керівництво ДПІ приймає рішення перетворити Красноармійську філію на основну базу довузівської підготовки слухачів для всього Донецького політехнічного інституту.
У ці роки великий внесок до розвитку філії вніс його директор, доцент В. Д. Мороз. У 1978 році він перейшов на роботу до базового інституту на посаду проректора. Директором був призначений доцент М. П. Бобрик — це було надзвичайно вдале кадрове рішення керівництва ДПІ, яке надало Красноармійській філії новий потужний імпульс для розвитку.
У 1994 році Красноармійська філія одержала ліцензію на підготовку фахівців із семи спеціальностей і спеціалізацій як за денною, так і заочною формами навчання: «Розробка родовищ корисних копалин», «Охорона праці у гірничій промисловості», «Гірниче обладнання», «Економіка підприємства», «Менеджмент організацій», «Облік та аудит», «Електромеханічне обладнання енергоємних виробництв». У 1999 році на базі Красноармійської філії розпочато роботу відділення Центру підвищення кваліфікації й перепідготовки кадрів, працюють підготовчі курси з математики, обчислювальної техніки. З 2002 року інститут розпочав прискорену підготовку фахівців за спеціальностями: «Розробка родовищ корисних копалин» і «Гірниче обладнання». Відкриті опорні пункти інституту на вугільних підприємствах регіону з підвищення кваліфікації.

### Красноармійський індустріальний інститут ДонНТУ
У 2004 році керівництво філії на чолі з директором к.т.н., доцентом М. М. Следєм звернулося з відповідним обґрунтуванням до ректора ДонНТУ професора О. А. Мінаєва, який 1 лютого 2005 року видав наказ (№ 27-02) про перетворення Красноармійської філії ДонНТУ на Красноармійський індустріальний інститут ДонНТУ.
У червні 2005 року відбулася реорганізація внутрішньої структури інституту: на базі гірничотехнічного факультету був створений факультет «Технології і організації виробництва» у складі шести кафедр.

### Індустріальний інститут ДонНТУ
З метою виконання Закону України «Про засудження комуністичного та націонал-соціалістичного (нацистського) тоталітарних режимів в Україні та заборону пропаганди їхньої символіки», на підставі рішення Вченої ради університету (протокол № 4 від 27.10.2016 року), керуючись статтями 32, 33 Закону України «Про вищу освіту», Статутом університету та відповідно до наказу в.о. ректора ДВНЗ «Донецький національний технічний університет» № 04-03 від 13.01.2017 р. Красноармійський індустріальний інститут Державного вищого навчального закладу «Донецький національний технічний університет» перейменовано на Індустріальний інститут Державного вищого навчального закладу «Донецький національний технічний університет».
Ліквідований як відокремлений структурний підрозділ ДонНТУ у 2019 р.

## Спеціальності
141 «Електроенергетика, електротехніка та електромеханіка»
133 «Галузеве машинобудування»
184 «Гірництво»
051 «Економіка»
073 «Менеджмент»
071 «Облік і оподаткування»

## Відомі випускники Індустріального інституту
Волинець А. Я. — Мінвуглепром України;
Волинець М. Я. — депутат Верховної Ради;
Кашик Г. С. — директор шахти;
Інєлєєв Р. К. — заст. директора шахти;
Антипенко Є. І. — заст. ген. директора шахти;
Штутман А. Й. — директор шахти;
Тимченко В. А. — ген. директор виробничого об'єднання;
Іванов В. В. — заст. директора шахти;
Івченко М. В. — гол. Інженер;
Приймаченко М. П. — голова міської Ради;
Петренко І. В. — голова міської Ради;
Свідченко В. В. — заст. голови міської Ради;
Петрушенко В. Є. — заст. директора з ОП;
Дьомін В. Д. — голова районної гірничо-технічної інспекції;
Радченко В. В. — заступник, перший заступник Міністра вугільної промисловості України. Нагороди, почесні звання: Заслужений шахтар України. Почесна грамота Верховної Ради України;
Жувак О. М. — голова правління ВАТ «Красноармійська АТП-11411»;
Болєндер О. І. — голова правління Красноармійського заводу технологічного обладнання;
Надєєв О. П.-  генеральний директор виробничого об'єднання. У теперішній час — на пенсії. Нагороджений знаком «Шахтарська слава» І, ІІ і ІІІ ступенів, «Шахтарська доблесть» ІІ і ІІІ ступенів;
Мальцев Ю. Ф. — уповноважений  представник президента «Норд» на заводах «Електродвигун» і «Кондиціонер»;
Матяш В. Ф. — працював  на посаді директора заводу «Побутрадіотехніка». У теперішній час — пенсіонер;
Дьомін В. М. — заступник  директора з охорони праці ТОВ "Промислова компанія «Донецьке вугільне паливо»;
Хлудєєв О. П. — заступник  головного механіка виробничого об'єднання. Із 2008 року на пенсії;
Тюрін А. Н. — начальник  шахтобудівельного управління № 2 тресту «Донецькшахтобудмонтаж». У теперішній час — пенсіонер;
Дербеньов К. Л. — працює  у ТОВ «Бьюсайрус Україна» — сервісний інженер по струговим комплексам, технічний директор;
Асіненко В. О. — керівник Красноармійської дільниці енергонагляду Кіровських ЕМ ВАТ «Донецькобленерго».